# Matt Brewer

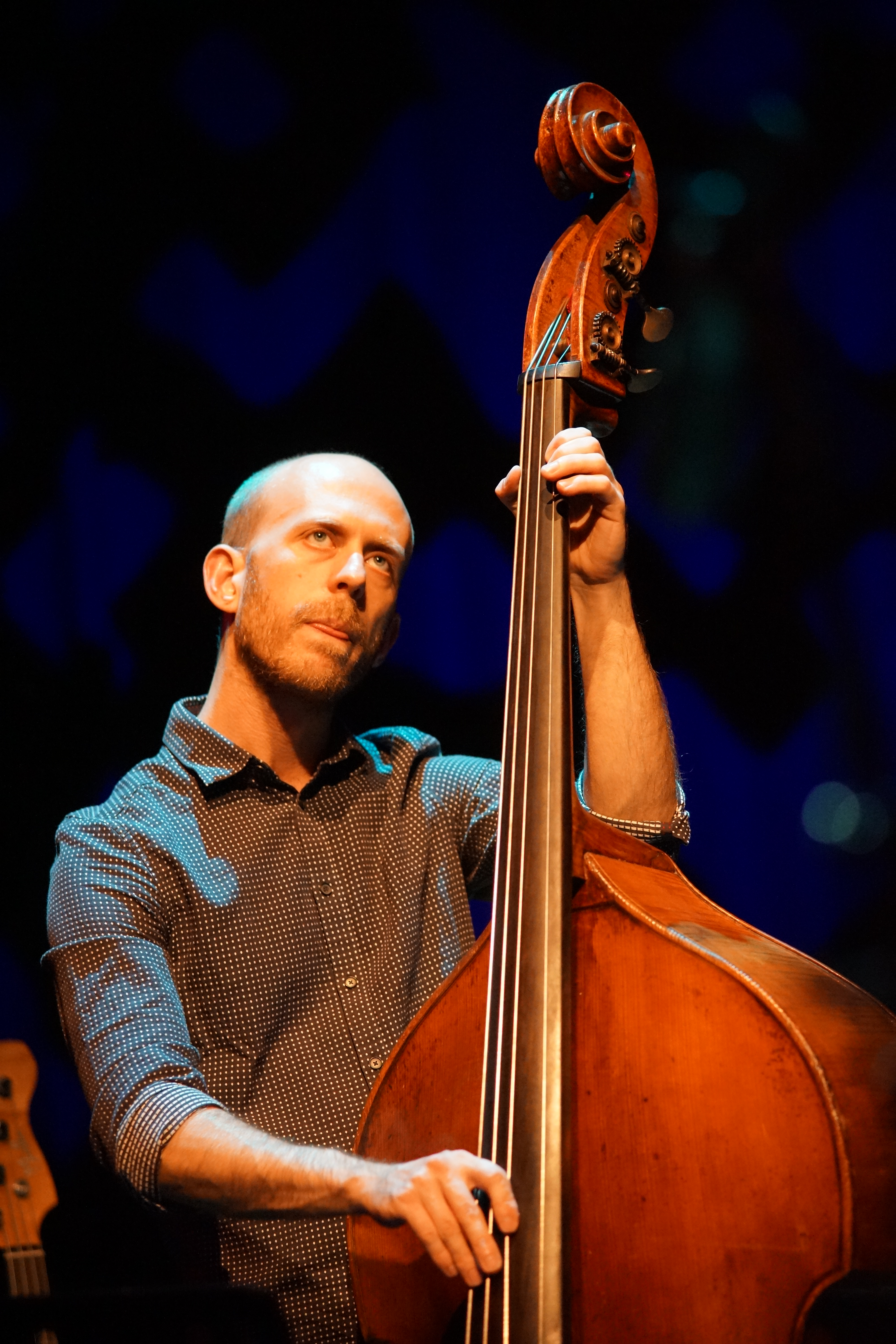
Matt Brewer mit dem Will Vinson Quartet im Lantaren Venster, Rotterdam 2017

Matthew „Matt“ Brewer (* 20. April 1983 in Oklahoma City) ist ein US-amerikanischer Jazzbassist (Kontrabass, E-Bass) und Musikpädagoge.

## Leben und Wirken
Brewer wuchs in Oklahoma City und Albuquerque, New Mexico in einer musikalischen Familie auf; sein Vater und sein Großvater sind Jazzmusiker, seine Mutter ist Radio-DJ. Mit drei Jahren begann er Schlagzeug zu spielen, erhielt aber erst mit zehn Jahren formalen Instrumentalunterricht, als er während des Besuchs eines Sommercamps des Interlochen Center for the Arts zum Bass wechselte. Neben dem Unterricht im klassischen Bassspiel bei Winston Budrow und Lawrence Hurst machte ihn sein Vater mit Jazz vertraut. Mit zwölf Jahren hatte er erste professionelle Auftritte auf Jazzfestivals im Raum Albuquerque; nach Unterricht bei Jean-Luc Matton besuchte er die Interlochen Arts Academy, wo er klassischen Bass und Jazz Performance studierte. 2000 hatte er Gelegenheit in der Grammy Band bei der Verleihung der Grammy Awards aufzutreten.
Nach Abschluss an der Interlochen Arts Academy setzte Brewer sein Studium in New York City an der Juilliard School bei Rodney Whitaker und Ben Wolfe fort. Daneben arbeitete in den Gruppen von  Greg Osby, Gonzalo Rubalcaba, Lee Konitz, David Sánchez, Terence Blanchard, Aaron Parks, Yaron Herman, Vic Juris, Adam Rogers und Jeff Tain Watts. Außerdem trat er mit eigenen Formationen in Jazzclubs wie der Jazz Gallery, dem Fat Cat, Cornelia Street Cafe und dem Tribeca Performing Arts Center auf. 2006 legte er das Soloalbum Nardis vor. Ferner war er Mitglied des Steve Lehman Trio (Dialect Fluorescent, Pi Recordings 2012) und arbeitete mit 2018 mit Lage Lund. 2019 gehörte er dem Alex Sipiagin Quintet an, weiterhin dem SFJazz Collective (New Works Reflecting the Moment, 2022). Im Bereich des Jazz wirkte Brewer zwischen 2002 und 2019 bei 53 Aufnahmesessions mit, außer den Genannten u. a. bei Shane Endsley, John Escreet, Rudresh Mahanthappa, Thana Alexa, Tigran Hamasyan (StandArt, 2022) und Ryan Keberle. Zu hören war er auch auf Tyshawn Soreys Album Mesmerism (2022, mit Aaron Diehl) und Continuing (2023) und auf The Music of Anthony Braxton (2025) des Steve Lehman Trio mit Mark Turner. Er unterrichtet an der New School, daneben war er Gastdozent am Banff Center.